# 電撃の旅団
電撃の旅団（でんげきのりょだん）とは、ゲーム雑誌「電撃PlayStation」（以下、電撃PS）においてMMORPG『ファイナルファンタジーXI』（以下、『FFXI』）の記事を担当するライターによって構成されたゲーム世界（ヴァナディール世界）内の団体のことである。

## 概要
電撃PSでは『FFXI』の攻略記事を毎号連載しており、その扱いはかなり大きい。そのため、『FFXI』を担当するライターの数も多く、旅団構成員として紹介されるメンバーの数も約20人とかなりの大人数を誇る。
旅団員は一般のプレイヤーと同様のプレイを行いつつも、ゲーム内でのデータの検証を行ったり、旅団員とゲーム内でのボスキャラクターとの対戦模様を、記事や「電撃PS2」の付録DVD映像等で読者に伝えている。

## 関連書籍

### ヴァナ・ディール公式ワールドガイド
- ファイナルファンタジーXI 電撃の旅団編 vol.1
- ファイナルファンタジーXI 電撃の旅団編 vol.2
- ファイナルファンタジーXI 電撃の旅団編 ファッション2005
- ファイナルファンタジーXI 電撃の旅団編 vol.3 世界編
- ファイナルファンタジーXI 電撃の旅団編 vol.3 コミュニケーション編
- ファイナルファンタジーXI 電撃の旅団編 アトルガンの秘宝編
- ファイナルファンタジーXI 電撃の旅団編 vol.3 冒険編
- ファイナルファンタジーXI 電撃の旅団編 ファッション2007
- ファイナルファンタジーXI 電撃の旅団編 世界編2007
- ファイナルファンタジーXI 電撃の旅団編 世界編2007 別冊トレジャーマップ集
- ファイナルファンタジーXI 電撃の旅団編 アルタナの神兵編

### 映像攻略シリーズ
- ファイナルファンタジーXI 電撃の旅団編 映像攻略シリーズ① 印章BF
- ファイナルファンタジーXI 電撃の旅団編 映像攻略シリーズ② アサルト

### その他
- ファイナルファンタジーXI 電撃の旅団編 電撃･えふえふいれぶん･4コマ･マンガ No.1 著作:江本 聖
- ファイナルファンタジーXI 電撃の旅団編 電撃･えふえふいれぶん･4コマ･マンガ No.2 著作:江本 聖
- ファイナルファンタジーXI 電撃4コマ インターナショナル ～ヴァナ･ディールで使える英単語/英会話～ 著作:江本 聖
- 獣の花道 FFXI･電撃の旅団外伝 Vol.1 著作:江本 聖
- 獣の花道 FFXI･電撃の旅団外伝 Vol.2 著作:江本 聖
- 電撃PlayStation vol.288 特別付録 ファイナルファンタジーXI 電撃の旅団編 ヴァナ･ディール最新ワールドガイド Vol.2.6
- 電撃XBOX360 ファイナルファンタジーXI 電撃の旅団編 SPECIAL
- ファイナルファンタジーXI 電撃の旅団クロニクル1 2002.2～2004.5
- ファイナルファンタジーXI 電撃の旅団クロニクル2 2004.6～2006.12